# Lleida Club de Futbol
El Lleida Club de Futbol és un club de futbol català de la ciutat de Lleida. Va ser fundat el 12 de juliol de 2011 i milita a la Tercera Divisió RFEF. Disputa els partits com a local al Camp d'Esports de Lleida.

## Història
2011-2012, inici d'una nova etapa
L'estiu del 2011 la Unió Esportiva Lleida desapareixia i s'obria una subhasta perquè algú adquirís els actius del club (la llicència federativa, que donava dret a jugar a Segona B, a més de les instal·lacions, el personal i l'estructura del futbol base). Anabel Junyent, presidenta en l'última etapa de la UE Lleida, va guanyar inicialment la subhasta, però no va poder complir els acords a què s'havia compromès i el jutge va prendre-li els drets per donar-los a Sisco Pujol, president de l'EFAC Almacelles, que inscriuria el nou club amb el nom de Lleida Esportiu.
L'endemà que Sisco Pujol, es fes amb la Unitat Productiva (els drets federatius per a jugar a la categoria) de la desapareguda UE Lleida, va decidir presentar la seva dimissió irrevocable per certs desentesos entre la directiva a l'hora del repartiment accionarial. Pujol pretenia un 51% i la resta de directius apostava per entregar-li un 50%. La resta d'integrants del Lleida Esportiu decideixen continuar amb el projecte i nomenen Albert Esteve com a president en funcions a l'espera de l'elecció del nou màxim representant del club.
A banda de Sisco Pujol, un dels vocals anomenat Eduard Sentias, que havia de fer-se càrrec de l'àrea econòmica del club, també presenta la dimissió. Així, el nou responsable de l'àrea econòmica serà Albert Jové, que substitueix a Sentias; l'advocat Sebastià Mothe ocuparà l'àrea jurídica i Jordi Esteve gestionarà l'àrea esportiva.
2012-2013, la primera promoció
Pel que fa pròpiament a l'àmbit esportiu, la temporada 2012-2013 es va assolir el primer play-off d'ascens a la Segona divisió A. La primera ronda es va superar contra el Leganés (2-1 al Camp d'Esports i 1-1 a Butarque), però la segona es va perdre contra el Real Jaén a la tanda de penals, després d'una eliminatòria que havia acabat en empat a 1 en tots dos partits.
2013-2014, la segona promoció
En aquesta temporada, el Lleida es va tornar a classificar per a la promoció d'ascens, encadenant dos play-offs consecutius. En aquella ocasió els blaus van vèncer el Toledo a la primera ronda (1-1 al Salto del Caballo i 2-1 al Camp d'Esports), però van tornar a caure a la segona contra un rival que havien derrotat precisament l'any anterior, el Leganés. L'eliminatòria es va resoldre amb un empat a 1 a l'estadi lleidatà i amb un 1-0 al camp madrileny. Aquella mateixa temporada, l'equip blau va arribar als setzens de la Copa enfrontant-se al Betis. L'eliminatòria, no exempta de polèmica, es va resoldre per als sevillans, tot i que el Lleida va estar a punt de passar de ronda. El partit d'anada va acabar 1-2 per al Betis i el de tornada empat a 2.
2014-2015, la desfeta a Cornellà
En aquesta temporada, el Lleida va estar a punt de classificar-se per al play-off d'ascens a segona de nou, però una derrota al camp del Cornellà, que havia ascendit de la Tercera divisió el mateix any, li va impedir de disputar-lo. Aquesta victòria del Cornellà li va assegurar la permanència a la darrera jornada.
2015-2016, l'ascens a tocar
La promoció d'ascens no tornaria fins a la temporada 2015-2016, en què l'ascens a Segona A va estar més a prop que mai. A la primera ronda el Lleida va eliminar el Barakaldo sense gaires complicacions: 1 a 0 al Camp d'Esports i empat a 1 a terres basques. A la segona ronda es va enfrontar a un potent filial del Reial Madrid, que va eliminar amb solvència amb un resultat acumulat de 4 a 0 per l'equip de la Terra Ferma. Al partit d'anada els blaus van guanyar per un a zero amb una rematada de xilena d'Óscar Vega que va fer esclatar la graderia d'un Camp d'Esports ple de gom a gom. Al de tornada la victòria fou encara més clara: un zero a tres a l'estadi Alfredo di Stéfano de la ciutat esportiva del Reial Madrid. A la tercera i última ronda, el Lleida va disputar-se una de les darreres places d'ascens a la categoria de plata amb un altre filial, aquest cop el del Sevilla. Al partit d'anada els andalusos es van imposar per la mínima (0-1) en un Camp d'Esports que es va tornar a omplir, aquest cop amb mosaic inclòs. El partit de tornada, jugat a la capital andalusa sota un sol de justícia un 26 de juny, també va acabar 0-1 en el temps reglamentari, per la qual cosa es va haver de disputar la pròrroga i, finalment, els fatídics penals. El Lleida, després d'una promoció d'ascens per emmarcar, va perdre als penals.
2016-2017
En aquesta temporada el Lleida va seguir una trajectòria irregular i no va poder disputar el play-off que la temporada anterior gairebé culmina en l'ascens.
2017-2018, el miracle d'Anoeta
A la temporada 2017-2018 es va assolir una altra fita a la Copa. Als setzens de final els blaus van trobar-se la Reial Societat, un equip que disputava en competició europea. A l'anada van guanyar els donostiarres per la mínima al Camp d'Esports, però la tornada va ser un partit totalment diferent. L'equip basc, que va arribar a posar-se 2 a 0 per davant al marcador, va veure com el Lleida li empatava el partit en tan sols dos minuts després del descans, i més tard culminava la remuntada amb un gol de cap del jove Bojan Radulovic, que estrenava el seu comptador particular amb l'equip català. Després de la gesta èpica viscuda a Anoeta, el Lleida va arribar als vuitens de final per enfrontar-se a l'Atlètic de Madrid. El resultat acumulat de l'eliminatòria va ser de 7 a 0 per al conjunt madrileny, 0-4 al Camp d'Esports i 3-0 al Wanda Metropolitano.
2019-2020, el xoc de la pandèmia
D'ençà d'aquella promoció d'ascens fallida a l'últim sospir, els blaus no l'han tornada a disputar. Els resultats finals de cada temporada permeten que l'equip es pugui classificar per a jugar la Copa del Rei, però no per a disputar el play-off d'ascens. Comptant la temporada 2019-2020, el Lleida Esportiu fa deu anys que competeix a la mateixa categoria. En aquesta temporada, però, es va produir una aturada insòlita de la competició arran de la crisi generada pel coronavirus. La darrera jornada que es va disputar de la lliga regular, la vint-i-vuitena, va ser la del cap de setmana del 7 i 8 de març del 2020. El Lleida era cinquè a quatre punts del líder, el Castelló. La decisió que va prendre la RFEF va ser la de disputar una promoció d'ascens ràpida a la segona meitat de juliol.
2020-2021, la liquidació de la Segona B
La temporada 2020-2021 és la darrera en la qual es disputa el campionat de lliga sota el nom de Segona divisió B. Després de 44 anys, aquesta categoria es liquida en favor de la creació d'una nova estructura organitzativa de la RFEF. L'objectiu d'aquesta remodelació és reduir el nombre d'equips a la tercera categoria del futbol espanyol i, d'aquesta manera, poder-la professionalitzar. En aquest context, el Lleida juga al subgrup 3A de Segona B amb la resta d'equips catalans a la primera fase del campionat de lliga, en la qual aconsegueix 27 punts i queda en el setè lloc de la classificació. La segona fase es disputa a mode de promoció d'ascens o permanència en funció de la posició que ha ocupat cada equip. Només els tres primers de cada grup opten a ascendir a Segona. L'equip de la terra ferma juga contra els conjunts del subgrup 3B, el dels valencians, per tal d'accedir a la nova Primera divisió RFEF, que equival a mantenir la categoria.
2024, Canvi de nominació de Lleida Esportiu a Lleida Club de Futbol.
La marca Lleida Esportiu que figurava, registrada pel president Albert Esteve, com a nom oficial a l'Oficina de Patents i Marques. Va caducar, el febrer de 2023,  l'equip gestor va voler reclamar-ne la llicència d'ús, trobant-se que una tercera persona l'havia impugnat impossibilitant així el seu registre. A fi d'evitar conflictes legals, el club realitza el canvi de nominació i registra el nom de Lleida Club de Futbol.
Per la temporada 2025-2026 es va consumar el descens administratiu del FC Lleida a Tercera RFEF, per deutes i impagaments als jugadors. El club seguia sent titular dels drets del Camp d'Esports de Lleida gràcies al conveni amb la Paeria, però finalment es va acordar que també s'hi disputarien els partits com a local de l'Atlètic Lleida, de Segona RFEF, i de l'AEM, de la Segona Divisió del futbol femení espanyol; en el cas de l'Atlètic, a canvi d'una xifra propera als 6.000 euros que l'Atlètic pagarà mensualment al Lleida.

## Temporades
| Temporada | Grup | Categoria | Posició | Copa del Rei     |
| --------- | ---- | --------- | ------- | ---------------- |
| 2011/12   | III  | 2a B      | 7è      | Primera Ronda    |
| 2012/13   | III  | 2a B      | 4t      | Segona Ronda     |
| 2013/14   | III  | 2a B      | 3r      | Setzens de final |
| 2014/15   | III  | 2a B      | 5è      | Tercera Ronda    |
| 2015/16   | III  | 2a B      | 4t      | Tercera Ronda    |
| 2016/17   | III  | 2a B      | 8è      | Segona Ronda     |
| 2017/18   | III  | 2a B      | 7è      | Vuitens de final |
| 2018/19   | III  | 2a B      | 6è      | Tercera Ronda    |
| 2019/20   | III  | 2a B      | 5è      | Primera Ronda    |
| 2021/22   | II   | 2a RFEF   | 5è      | _____________    |
| 2022/23   | II   | 2a RFEF   | 9è      | Primera Ronda    |

### Detall de les temporades
| Temporada | Lliga     | Lliga | Lliga | Lliga | Lliga | Lliga | Lliga | Lliga | Lliga | Lliga | Copa del Rei  | Altres Competicions | Altres Competicions | Màxim golejador  | Màxim golejador |
| Temporada | Categoria | Gr    | Pos   | PJ    | PG    | PE    | PP    | GF    | GC    | Pts   | Copa del Rei  | Altres Competicions | Altres Competicions | Nom              | Gol             |
| --------- | --------- | ----- | ----- | ----- | ----- | ----- | ----- | ----- | ----- | ----- | ------------- | ------------------- | ------------------- | ---------------- | --------------- |
| 2011–12   | 2a B      | III   | 7è    | 38    | 16    | 11    | 11    | 50    | 40    | 59    | 1a Ronda      | Copa Federació      | Setzens final       | Asier Eizaguirre | 10              |
| 2012–13   | 2a B      | II    | 4t    | 38    | 17    | 15    | 6     | 56    | 34    | 66    | 2a Ronda      | Copa Catalunya      | 2a Fase 3ª Ronda    | Jaime Mata       | 14              |
| 2012–13   | 2a B      | PO    | PO    | 4     | 1     | 3     | 0     | 5     | 4     |       | 2a Ronda      | Copa Catalunya      | 2a Fase 3ª Ronda    | Jaime Mata       | 14              |
| 2013–14   | 2a B      | III   | 3r    | 38    | 19    | 11    | 8     | 52    | 35    | 68    | Setzens final | Copa Catalunya      | 2a Fase 1 Ronda     | Jaime Mata       | 15              |
| 2013–14   | 2a B      | PO    | PO    | 4     | 1     | 2     | 1     | 3     | 3     |       | Setzens final | Copa Catalunya      | 2a Fase 1 Ronda     | Jaime Mata       | 15              |
| 2014–15   | 2a B      | III   | 5è    | 38    | 18    | 7     | 13    | 45    | 34    | 61    | 3a Ronda      | Copa Catalunya      | 1a Ronda            | Salva Chamorro   | 14              |
| 2015–16   | 2a B      | III   | 4t    | 38    | 18    | 13    | 7     | 49    | 22    | 67    | 3a Ronda      | Copa Catalunya      | 2a Ronda            | Manuel Onwu      | 10              |
| 2015–16   | 2a B      | PO    | PO    | 6     | 4     | 1     | 1     | 7     | 2     |       | 3a Ronda      | Copa Catalunya      | 2a Ronda            | Manuel Onwu      | 10              |
| 2016–17   | 2a B      | III   | 8è    | 38    | 15    | 11    | 12    | 41    | 41    | 56    | 2a Ronda      | Copa Catalunya      | 3a Ronda            | Javi Casares     | 8               |
| 2017–18   | 2a B      | III   | 7è    | 38    | 14    | 13    | 11    | 37    | 33    | 55    | Vuitens final | Copa Catalunya      | 1a Ronda            | Jorge Félix      | 10              |
| 2018–19   | 2a B      | III   | 6è    | 38    | 15    | 11    | 12    | 46    | 39    | 56    | 3a Ronda      | Copa Catalunya      | 3a Ronda            | Pedro Martín     | 16              |
| 2019–20   | 2a B      | III   | 5è    | 28    | 12    | 10    | 6     | 34    | 22    | 46    | 1a Ronda      | Copa Catalunya      | 2a Ronda            | Xemi Fernández   | 8               |

## Plantilla 2025/26
A 16 d'agost de 2025
| N. | Pos. | Nac. | Jugador         |
| -- | ---- | --- | --------------- |
| —  | DEF  | [[Fitxer:Flag of Catalonia.svg\|23x15px\|border \|alt=Catalunya\|link=Selecció de futbol de Catalunya\|{{#if:\|]]                              | Òscar Rubio     |
| —  | POR  | [[Fitxer:Flag of Catalonia.svg\|23x15px\|border \|alt=Catalunya\|link=Selecció de futbol de Catalunya\|{{#if:\|]]                              | Antonio Olivera |
| —  | DAV  | [[Fitxer:Flag of Argentina.svg\|23x15px\|border \|alt=Argentina\|link=Selecció de futbol de l'Argentina\|{{#if:\|]]                            | Franco Magno    |
| —  | DAV  | [[Fitxer:Flag of Catalonia.svg\|23x15px\|border \|alt=Catalunya\|link=Selecció de futbol de Catalunya\|{{#if:\|]]                              | Quim Montenegro |
| —  | MIG  | [[Fitxer:Flag of Portugal (official).svg\|23x15px\|border \|alt=Portugal\|link=Selecció de futbol de Portugal\|{{#if:\|]]                      | Luís Silva      |
| —  | POR  | [[Fitxer:Flag of the Valencian Community (2x3).svg\|23x15px\|border \|alt=País Valencià\|link=Selecció de futbol del País Valencià\|{{#if:\|]] | Alejando Satoca |
| —  | MIG  | [[Fitxer:Flag of Catalonia.svg\|23x15px\|border \|alt=Catalunya\|link=Selecció de futbol de Catalunya\|{{#if:\|]]                              | Albert Farré    |
| —  | DAV  | [[Fitxer:Flag of Catalonia.svg\|23x15px\|border \|alt=Catalunya\|link=Selecció de futbol de Catalunya\|{{#if:\|]]                              | Sebi Serediuc   |
| —  | MIG  | [[Fitxer:Flag of the Valencian Community (2x3).svg\|23x15px\|border \|alt=País Valencià\|link=Selecció de futbol del País Valencià\|{{#if:\|]] | Jorge Revert    |
| —  | MIG  | [[Fitxer:Flag of the Valencian Community (2x3).svg\|23x15px\|border \|alt=País Valencià\|link=Selecció de futbol del País Valencià\|{{#if:\|]] | David García    |

| N. | Pos. | Nac. | Jugador         |
| -- | ---- | --- | --------------- |
| —  | DEF  | [[Fitxer:Flag of Catalonia.svg\|23x15px\|border \|alt=Catalunya\|link=Selecció de futbol de Catalunya\|{{#if:\|]]                 | Joan Rusiñol    |
| —  | MIG  | [[Fitxer:Flag of Catalonia.svg\|23x15px\|border \|alt=Catalunya\|link=Selecció de futbol de Catalunya\|{{#if:\|]]                 | Xavier Puiggròs |
| —  | MIG  | [[Fitxer:Flag of Argentina.svg\|23x15px\|border \|alt=Argentina\|link=Selecció de futbol de l'Argentina\|{{#if:\|]]               | Sasha Litwin    |
| —  | DEF  | [[Fitxer:Flag of Catalonia.svg\|23x15px\|border \|alt=Catalunya\|link=Selecció de futbol de Catalunya\|{{#if:\|]]                 | Marc Alegre     |
| —  | DEF  | [[Fitxer:Flag of Argentina.svg\|23x15px\|border \|alt=Argentina\|link=Selecció de futbol de l'Argentina\|{{#if:\|]]               | Matías Sempé    |
| —  | MIG  | [[Fitxer:Flag of Catalonia.svg\|23x15px\|border \|alt=Catalunya\|link=Selecció de futbol de Catalunya\|{{#if:\|]]                 | Jaume Viladegut |
| —  | DEF  | [[Fitxer:Flag of Catalonia.svg\|23x15px\|border \|alt=Catalunya\|link=Selecció de futbol de Catalunya\|{{#if:\|]]                 | Toni Escobedo   |
| —  | MIG  | [[Fitxer:Flag of Catalonia.svg\|23x15px\|border \|alt=Catalunya\|link=Selecció de futbol de Catalunya\|{{#if:\|]]                 | Totti Martí     |
| —  | DEF  | [[Fitxer:Flag of the Netherlands.svg\|23x15px\|border \|alt=Països Baixos\|link=Selecció de futbol dels Països Baixos\|{{#if:\|]] | Boaz Hallebeek  |

### Cessions
| N. | Pos. | Nac. | Jugador                     |
| -- | ---- | --- | --------------------------- |
| —  | DEF  | [[Fitxer:Flag of Catalonia.svg\|23x15px\|border \|alt=Catalunya\|link=Selecció de futbol de Catalunya\|{{#if:\|]] | Iván Combes (a la UD Fraga) |

## Presidents
- 2011-2021: Albert Esteve
- 2021-2022: Jordi Esteve
- 2022-Present: Luis Pereira

## Entrenadors
- 2011-2012: Emili Vicente
- 2012-2014: Toni Seligrat
- 2014-2016: Imanol Idiakez
- 2016-2017: Gustavo Siviero
- 2017-2019: Gerard Albadalejo
- 2019: Joan Carles Oliva
- 2019-2021: Manuel Casas "Molo"
- 2021-2022: Gabri Garcia
- 2022: Pere Martí
- 2023: Toni Seligrat
- 2023-2024: Ángel Viadero
- 2024-2025: Marc Garcia Puig
- 2025: Íñigo Idiakez
- 2025-Present: Jordi Cortés

## Uniforme
- Uniforme titular: Samarreta blava, pantaló blanc i mitges blaves.
- Uniforme suplent: Samarreta bordeus, pantaló blau i mitges blaves.
- Uniforme alternatiu: Samarreta quadri-barrada, pantaló groc i mitges vermelles.

## Estadi
El Camp d'Esports és un dels camps de futbol més antics de Catalunya. Es va inaugurar l'1 de gener de 1919, i en ell hi va jugar un dels primers clubs de Lleida, el Joventut FC. Va ser projectat per l'arquitecte lleidatà Adolf Florensa. A més de futbol, el camp ha acollit altres esports.
Amb el pas del temps, el Camp d'Esports ha sofert diverses ampliacions i remodelacions, per a dotar-lo d'una capacitat més gran. La renovació més important es va produir l'any 1993, quan la Unió Esportiva Lleida va pujar a Primera Divisió i es va haver d'homologar a les normes de la Lliga de Futbol Professional amb mesures de seguretat, il·luminació i eliminació de les localitats sense seient.